# Edward E. Jones
Pour les articles homonymes, voir Edward Jones et Jones.
Edward Ellsworth Jones, né le 11 août 1926 à Buffalo et mort le 30 juillet 1993 à Morehead City, est un psychologue et professeur de psychologie sociale américain. Il a enseigné à l'université Duke et à l'université de Princeton (1977). 

## Biographie
Il naît à Buffalo, où son père est professeur de psychologie à l'université et sa mère est militante engagée dans le champ social et humanitaire. Il commence ses études supérieures à Swarthmore College, et les poursuit en 1947 à l'université Harvard, au sein du Department of Social Relations (en) créé l'année précédente, où il obtient une licence de psychologie (1949), puis son doctorat en psychologie clinique qu'il prépare sous la direction de Jerome Bruner (1953). Durant ses dernières années à Harvard, il contribue à un projet de sous-marin destiné à la marine américaine, avec Bruner et George Homans, auquel participe également John Thibaut, dont Jones rejoint le groupe de recherche. Il enseigne à l'université Duke de 1953 à 1977, puis est nommé à la chaire Stuart Professorship à Princeton, en 1977.  
Une enquête de la Review of General Psychology de 2002, concernant les 100 psychologues les plus cités du XXe siècle, le classe à la 39e place.

## Distinctions
- 1977 : Distinguished Scientific Contribution Award, Association américaine de psychologie[4].
- 1982 : Académie américaine des arts et des sciences
- 1987 : Distinguished Scientist Award, Society for Experimental Social Psychology

## Publications
- Ingratiation: a social psychological analysis, New York, Appleton-Century-Crofts, 1964,
- Fundamentals of Social Psychology, avec Harold B. Gerard, John Wiley and Sons, Inc., 1967.
- Interpersonal Perception, New York, WH Freeman and Co., 1990  (ISBN 978-0716721437).
- The attribution of attitudes, avec, V. A. Harris, Journal of Experimental Social Psychology, 3, 1–24 1967.
- The Actor and the Observer: Divergent Perceptions of the Causes of Behavior, avec R. E. Nisbett, New York: General Learning Press, 1971.
- Attribution: Perceiving the Causes of Behavior, avec David E. Kanouse, Harold H. Kelley, Richard E. Nisbett, Stuart Valins & Bernard Weiner, Morristown, N. J.: General Learning Press, 1971   (ISBN 978-0805800487).
- Correspondence Inferences and the Attribution Cube: A Comparative Reappraisal, avec Daniel McGillis, in John H. Harvey, William J. Ickes, & Robert F. Kidd (éd)., New Directions in Attribution Research, vol.1, Hillsdale, N.J.: Erlbaum, 1976), p. 389–420.
- From Acts to Dispositions: The Attribution Process in Person Perception, avec Keith E. Davis, in Leonard Berkowitz (éd.), Advances in Experimental Social Psychology, vol. 2, New York: Academic Press, 1965, p. 225.
- How Naive is the Naive Attributor?: Discounting and Augmentation in Attitude Attribution, avec L.E. Ginzel & W.B. Swann, Social Cognition, 5, 108-130, 1987.